# نت جيني
نت جيني (بالإنجليزية: NetGenie)‏ هو جهاز توجيه لاسلكي، من ضمن مجموعة منتجات سايبروم، اطلق في عام 2011.
يوفر نت جيني اتصالاً بالإنترنت عبر جميع أجهزة الوصول مثل أجهزة الكمبيوتر المكتبية، وأجهزة الكمبيوتر المحمولة، وأجهزة المساعد الرقمي الشخصي، والهواتف الذكية، والأجهزة اللوحية، والأجهزة المحمولة الأخرى.

## مجموعة المنتجات
يحتوي نت جيني على 4 منتجات أساسية، اثنان للمستخدمين المنزليين (NG11VH وNG11EH) واثنان لمستخدمي المكاتب الصغيرة والمكاتب المنزلية (NG11VO وNG11EO).
- NG11VH هو جهاز توجيه ودعم مودم لاسلكي لخط المشترك الرقمي عالي السرعة، و جي.992.5 ، وكوابل الإنترنت، واتصالات مودم المسرى التسلسلي العام والجيل الثالث.[4]
- NG11EH هو نموذج يحتوي على خيارات للتحكم الأبوي لحجب المحتوى غير الآمن الخاص بالبالغين مثل قوائم الإباحية، وبرامج التجسس، والعري، والوصول المخصص للإنترنت، وتقارير عن الأنشطة التي تتضمن المعلومات ذات الصلة بأمان أنشطة المستخدم على الإنترنت مثل المواقع التي يزورها المستخدمون، والتطبيقات المستخدمة، ومحاولات زيارة المواقع المحجوبة.[2]
- NG11VO هو جهاز أمان متكامل لاسلكي لخط المشترك الرقمي عالي السرعة، و جي.992.5 للمكاتب الصغيرة. يدعم اتصالات لخط المشترك الرقمي عالي السرعة، و جي.992.5 وإنترنت الكابل واتصالات مودم المسرى التسلسلي العام والجيل الثالث.[5] يأتي NG11VO مع أمان مهيأ مسبقًا ضد الوصول غير المصرح به وسوء استخدام شبكات الواي فاي المكتبية.
- NG11EO [3] هو جهاز للمكاتب الصغيرة أو المنزلية ويمكن إدارته من خلال واجهة مستخدم رسومية تعتمد على الويب، متاحة عبر أي جهاز متصل بالإنترنت داخل شبكة المكتب. تشمل الميزات الأمان، شبكة خاصة افتراضية، جاهزية الجيل الثالث، التحكم الداخلي، أمان الواي فاي مهيأ مسبقًا، التقارير، والإدارة عن بُعد.